# Mesocricetus brandti
Mesocricetus brandti is een zoogdier uit de familie van de Cricetidae. De wetenschappelijke naam van de soort werd voor het eerst geldig gepubliceerd door Nehring in 1898.